# Tiroir antérieur
Le tiroir antérieur est une mobilité anormale du genou qui se retrouve en situation pathologique lors d'une rupture du ligament croisé antérieur (LCA).
Le tiroir antérieur tout comme le tiroir postérieur est facilement diagnosticable, il suffit de fléchir la jambe d'environ 90° puis de tirer sur la partie supérieure du tibia vers l'avant, celui-ci fait alors un mouvement de translation vers l'avant, un peu comme un tiroir, d'où son nom.